# 嶺豪一
嶺 豪一（みね ごういち、1989年7月17日 - ）は、熊本県出身の俳優であり、映画監督。バードレーベル所属。

## 来歴
多摩美術大学在学中から役者として活動。
同大学の卒業制作『故郷の詩』では監督を務め、東京学生映画祭グランプリを獲得するなど映画監督としても活動の幅を広げている。

## 出演作品

### 映画
- 2009年 『青春墓場～明日と一緒に歩くのだ～』チンピラ 役
- 2011年 『ニュータウンの青春』豪一 役
- 2012年 『故郷の詩』主演・監督作
- 2012年 『市長赤井』山口健二 役
- 2013年 『ばしゃ馬さんとビッグマウス』シナリオスクール生徒 役
- 2014年 『神奈川芸術大学映像学科研究室』小野智幸 役
- 2014年 『豆腐の家（東京藝術大学第8期オムニバス企画「恋につきもの」）』影山幸雄 役
- 2014年 『鬼灯さん家のアネキ』クラスメイト男子 役
- 2014年 『息を殺して』ゴウ 役
- 2015年 『電波に生きる（東京藝術大学第9期オムニバス企画「リスナー」）』主演・御法川優作 役
- 2015年 『いたくても いたくても』主演・星野健 役
- 2015年 『グッド・ストライプス』富山 役
- 2016年 『64 -ロクヨン‐』前後編 岡田 役
- 2016年 『マジックユートピア』若い男 役
- 2016年 『SCOOP!』嶺 役
- 2016年 『溺れるナイフ』蓮目匠 役
- 2017年 『うつくしいひと サバ？』ケンタ 役
- 2017年 『PARKS パークス』舞台進行係役
- 2017年 『いつまた、君と～何日君再来～』若い男 役
- 2017年 『エキストランド』山口 役
- 2017年 『二十六夜待ち』馴染みの客 役
- 2017年『枝葉のこと』
- 2018年 『リバース・エッジ』スズキ 役
- 2018年 『菊とギロチン』三治 役
- 2018年 短編『らぶたんコバトン散歩でドン』松山 役
- 2018年 『僕のいない学校』主演・田原堅次 役
- 2019年 CINEMA FIGHTERS project『海風』舎弟 役
- 2019年 『楽園』そば屋の青年 役
- 2019年 『魔法少年☆ワイルドバージン』警官 役
- 2019年 『漫画誕生』岡倉一心 役
- 2019年『無限ファンデーション』
- 2019年『町田くんの世界』
- 2020年 『窮鼠はチーズの夢を見る』 大学生 役
- 2020年 『あざみさんのこと』 シン 役
- 2020年 『おらおらでひとりいぐも』 周造の連れ 役
- 2021年 『あのこは貴族』 石井 役
- 2021年 『風のゆくえ』澤北真司 役
- 2022年『北風だったり、太陽だったり』
- 2022年『米国音楽』　小林達夫監督
- 2022年『世界は僕らに気づかない』
- 2022年『アキラとあきら』
- 2022年『ラーゲリより愛を込めて』
- 2022年『さすらいのボンボンキャンディ』
- 2022年『背中』ショウイチロウ 役
- 2022年『フタリノセカイ』黒田 拓 役
- 2023年『ちひろさん』ラーメン屋店員 役
- 2023年『青春墓場』
- 2023年 『almost people』神尾光 役[1]
- 2023年 『あずきと雨』ノブ 役[2]
- 2024年『SUPER HAPPY FOREVER』
- 2024年『傲慢と善良』
- 2025年『ファーストキス 1ST KISS』
- 2025年『「桐島です」』[3]

### ドラマ
- 2014年2月  NHK青山ワンセグ開発「ねんりき！北石器山高校超能力研究部」第1話 彼氏役
- 2014年4月期 NTV『弱くても勝てます～青志先生とへっぽこ高校球児の野望～』3年B組稲村恭平役
- 2016年 Netflix「火花」第6話　宅配員役
- 2018年8月10日 TX「GIVER 復讐の贈与者」第5話 山辺役
- 2018年12月 amazonプライム「CHASE」第1部第2話　パチンコ店店長役
- 2018年12月10日 WEBルミネクリスマス限定ドラマ「MATCH girls」マーくん役
- 2019年 NHK大河ドラマ「いだてん〜東京オリムピック噺〜」福田源蔵役
- 2019年3月1日 TX「フルーツ宅配便」第8話　先輩バイト役
- 2019年8月 Netflix「全裸監督」第3話　スタッフ役
- 2019年11月5日 NHK高校講座「ビジネス基礎」#14　清水役
- 2021年5月12日 NTV「声春っ!」第3話 松坂役
- 2021年6月12日 WOWOW「さまよう刃」第5話 運転手仲間役
- 2021年8月28日 NTV『ボイスII 110 緊急指令室』 第6話 平山洋介役[4]
- 2022年4月 Netflix「ヒヤマケンタロウの妊娠」第5話
- 2022年9月14日 Disney+『すべて忘れてしまうから』常連客役[5][注 1]
- 2022年12月 Netflix「今際の国のアリス２」
- 2023年8月 Disney+ 『季節のない街』天ぷら屋店員役
- 2023年8月14日 NHK『アナウンサーたちの戦争』 - 軍人 役
- 2023年11月 DMM TV『EVOL』第2話
- 2023年12月10日 WOWOW『OZU 〜小津安二郎が描いた物語〜 第5話 東京の女』[6]
- 2023年12月 Disney+ 『ワンダーハッチ -空飛ぶ竜の島-』
- 2024年6月 Amazon Prime Video『１１２２』第1話
- 2024年7月 Disney＋『七夕の国』第1話
- 2025年4月6日 -  WOWOW 『災』

### PV
- 2012 RAM WIRE「大丈夫、僕ら」
- 2015 OKAMOTO'S「HEADHUNT」警察官ミネ役
- 2016 GAKU-MC「オクスルコトナク」
- 2016 シンリズム「彼女のカメラ」
- 2019 KANA-BOON「眠れる森の君のため」
- 2022 MAN WITH A MISSION「More Than Words」
- 2025 SEKAI NO OWARI「琥珀」

### 舞台
- 2019年12月 明後日HR「業者を待ちながら」熊本太郎役　＠小劇場楽園　作・演出：森岡龍
- 2024年11月 chipokke『更地』＠SCOOL 作：太田省吾 演出：越川道夫[7]